# Raymond Baxter
Raymond Frederic Baxter (25 de enero de 1922-15 de septiembre de 2006) fue un presentador televisivo y escritor de nacionalidad británica. Es principalmente conocido por ser el primer presentador de Tomorrow's World, continuando en el programa durante 12 años, desde 1965 a 1977. También fue el comentarista radiofónico de la coronación de la Reina Isabel II del Reino Unido, de los funerales de Jorge VI del Reino Unido, Winston Churchill y Luis Mountbatten, y del primer vuelo del Concorde.

## Primeros años
Nacido en Ilford, una zona de Londres, su padre era profesor de ciencias. Baxter estudió en la Ilford County High School de Ilford, no completando estudios universitarios ni en ningún college.

## 2ª Guerra Mundial
Baxter trabajó durante un breve período de tiempo en el Metropolitan Water Board, y en agosto de 1940 entró en la Royal Air Force, recibiendo entrenamiento como piloto de combate en Canadá. 
En la Segunda Guerra Mundial, voló en Supermarine Spitfires del Escuadrón 65 con base en Escocia. En 1943 formó parte del Escuadrón 93, volando sobre Sicilia, donde recibió una mención por su servicio. Volvió a Inglaterra en 1944 como instructor, siendo más adelante comandante de vuelo y volviendo al servicio activo en septiembre de 1944 en el Escuadrón 602. El 18 de marzo de 1945 tomó parte de un ataque al edificio de Royal Dutch Shell en La Haya, que era el Cuartel General de los ataques de los V1 y V2. 
Después de ello voló en aviones North American P-51 Mustang y Douglas C-47 Skytrain durante un año, y trabajó desde 1945 a 1949 en el British Forces Broadcasting Service, con base en El Cairo y en Hamburgo, llegando a ser su subdirector. Cuando fue desmovilizado en 1946 tenía el empleo de teniente de vuelo.

## Carrera en la BBC
Baxter entró en la BBC en 1950. Comentó por la radio los funerales de Winston Churchill y de Jorge VI del Reino Unido. También radió, desde Trafalgar Square, la coronación en 1953 de la Reina Isabel II del Reino Unido. 
Era un dotado piloto de Rally, y compitió 12 veces en el Rally de Monte Carlo, 6 de ellas como miembro del equipo BMC. También compitió en numerosos Rally Alpine, Rally Tulip y Rally de Gran Bretaña. Además, fue miembro de la tripulación de un Vickers Viscount de la British European Airways en la Carrera Aérea de Nueva Zelanda de 1953.
Con su característica voz, con frecuencia comentó sobre acontecimientos del mundo del motor y de la aviación. Fue el corresponsal de la BBC para deportes del motor entre 1950 y 1966, incluyendo su trabajo en al menos 20 carreras de Fórmula 1, las 24 Horas de Le Mans, y el Rally de Monte Carlo. Durante un breve tiempo, entre 1967 y 1968, fue director de publicidad automovilística de la British Motor Corporation, a la vez que seguía trabajando para la BBC. También fue el presentador de la cobertura llevada a efecto por la BBC del Salón Aeronáutico de Farnborough desde 1950 a 1986. Igualmente, informó sobre el primer vuelo del Concorde, y fue el primer periodista en emitir desde un avión, un transatlántico, o bajo el agua. Entre otras actividades informativas, fue comentarista regular de los anuales Festivales del Recuerdo llevados a cabo en el Royal Albert Hall durante 30 años por la Royal British Legion, así como del Royal Tournament, y presentó la ceremonia inaugural de los Juegos Olímpicos de Roma 1960, sustituyendo a un indispuesto Richard Dimbleby.
Presentó la serie científica Eye on Research desde 1959 a 1963, y el primer (e inicialmente el único) presentador del show científico Tomorrow's World a lo largo de 12 años, a partir de julio de 1965, alcanzando una audiencia máxima de 10 de televidentes. Fue también el presentador de la primera transmisión en directo transatlántica vía satélite (Telstar), y entrevistó al cirujano sudafricano Christiaan Barnard por teléfono en 1967, a las pocas horas de completar la primera operación llevada a cabo en el mundo de trasplante de corazón. 
Baxter también tuvo actividades de carácter comercial. Así, presentó el lanzamiento de las G2 Razors de Global Gillette en el Heathrow Hotel de Londres en 1973. En 1977 dejó el programa Tomorrow's World por desavenencias con su nuevo editor, Michael Blakstad, que describió a Baxter como un "dinosaurio". En julio de 2000 fue invitado a presentar el primer Premio Raymond Baxter para la Comunicación Científica, siendo sorprendido al recibir él el primer galardón.
Raymond Baxter falleció el 15 de septiembre de 2006 a causa de una bronconeumonía en el Hospital Royal Berkshire de Reading, Inglaterra, cerca de su casa en Henley-on-Thames. Tenía 84 años de edad.

## Otras actividades
Raymond Baxter fue miembro de Committee of Management de la Royal National Lifeboat Institution desde 1979 a 1997, y Vicepresidente desde 1987 a 1997. En 1997 fue nombrado Vicepresidente Vitalicio.
También fue miembro fundador de la Association of Dunkirk Little Ships – era propietario de uno de los pequeños barcos que evacuaron a las tropas británicas desde las playas – y su Almirante Honorario desde 1982, además de Presidente de Honor de la Royal Aeronautical Society a partir de 1991. Además, fue consejero de la Air League entre 1980 y 1985.
En 1978 fue nombrado Honorary Freeman de la City of London, y recompensado con el título de OBE en 2003.
En 1945 se había casado con una estadounidense, Sylvia Kathryn Johnson, con la que tuvo un hijo, Graham, y una hija, Jenny. 